# Luapula (Provinz)
Die Provinz Luapula (englisch Luapula Province) liegt im Norden der Republik Sambia. Sie hat 1.514.011 Einwohner (Zensus 2022) und umfasst 50.567 km². Ihre Hauptstadt ist Mansa.

## Geografie
Sie grenzt Östen an die Nordprovinz und an Muchinga und im Westen an den „Katanga-Sporn“ jenseits des Flusses Luapula und im Nordosten einige hundert Meter an die Provinz Tanganyika in der Demokratischen Republik Kongo.
| Haut-Katanga, Demokratische Republik Kongo | Haut-Katanga, Demokratische Republik Kongo  | Tanganyika, Demokratische Republik Kongo |
| Haut-Katanga, Demokratische Republik Kongo | Kompassrose, die auf Nachbargemeinden zeigt | Nordprovinz                              |
| Haut-Katanga, Demokratische Republik Kongo | Haut-Katanga, Demokratische Republik Kongo  | Muchinga                                 |

## Beschreibung
Die Luapula-Provinz liegt im Regengürtel des zentralafrikanischen Plateaus (Bangweulubecken). Klimatisch wird sie geprägt von der Trockenzeit von April bis November und der Regenzeit von Dezember bis März. Die Provinz umfasst etwa 50.600 km², von denen 11.600 trotz überwiegen sandiger Böden landwirtschaftlich nutzbar sind. Seen, Sümpfe und Auen machen 43,5 % des Gebietes aus. Bangweulusee und Mwerusee sind die größten Wasserflächen und steuerten 1984 gemeinsam 40 % des in Sambia vermarkteten Fisches bei.

## Distrikte

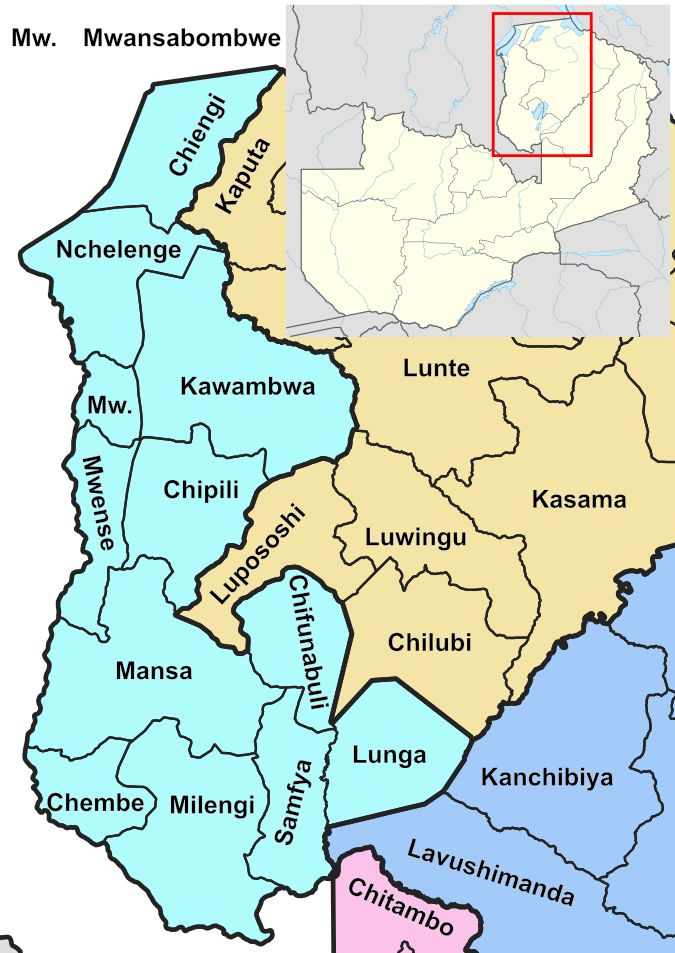
Distrikte der Provinz Luapula

Die Provinz besteht aus 12 Distrikten (Stand 2022):
| Distrikt     | Fläche in [km²] | Einwohner 2010 | Einwohner 2022 | Durchschnittliche jährliche Wachstumsrate [%] | Bevölkerungsdichte 2022 [Einwohner/km²] |
| ------------ | --------------- | -------------- | -------------- | --------------------------------------------- | --------------------------------------- |
| Chembe       | 2190            | 23.394         | 51.532         | 6,8                                           | 24                                      |
| Chiengi      | 4008            | 114.225        | 189.893        | 4,3                                           | 47                                      |
| Chifunabuli  | 3095            | 83.337         | 116.326        | 2,8                                           | 38                                      |
| Chipili      | 4317            | 32.565         | 47.210         | 3,1                                           | 11                                      |
| Kawambwa     | 8101            | 89.120         | 123.652        | 2,8                                           | 15                                      |
| Lunga        | 3840            | 24.005         | 39.383         | 4,2                                           | 10                                      |
| Mansa        | 7776            | 204.998        | 327.063        | 4,0                                           | 42                                      |
| Milenge      | 6141            | 43.337         | 56.543         | 2,2                                           | 9                                       |
| Mwansabombwe | 1187            | 45.294         | 58.919         | 2,2                                           | 50                                      |
| Mwense       | 2441            | 87.276         | 122.605        | 2,9                                           | 50                                      |
| Nchelenge    | 4148            | 152.807        | 233.696        | 3,6                                           | 56                                      |
| Samfya       | 3324            | 91.569         | 147.189        | 4,0                                           | 44                                      |
| Gesamt       | 50.567          | 991.927        | 1.514.011      | 3,6                                           | 30                                      |

## Demografie
| Jahr | Einwohnerzahl |
| ---- | ------------- |
| 1969 | 335.584       |
| 1980 | 420.966       |
| 1990 | 968.459       |
| 2000 | 775.353       |
| 2010 | 991.927       |
| 2015 | 1.127.453     |
| 2022 | 1.514.011     |

## Wirtschaft
Ungefähr die Hälfte der Bevölkerung, 7700 Fischer mit 6600 Booten, lebte 1986 vom Fischfang am 210 km langem Ufer. Zentrale Marktplätze für Fisch sind Samfya und Nchelenge. Der Luapula bildet die Süd- und Westgrenze der Provinz. Bemba ist die am meisten gesprochene Sprache.

## Infrastruktur
Das Rückgrat des Handels und der Wirtschaft ist die sogenannte Chinese Road von Serenje über Sempfya, Mansa nach Nchelenge und Kashikishi am Mwerusee. Auf dieser Straße verkehren fahrplanmäßig Express-Busse und über sie werden die Regionen des Bangweulubeckens und das Luapulatals bis zum See versorgt. Die Abkürzung über den Katanga-Sporn der Demokratischen Republik Kongo wird selten benutzt, da die Straße dort nur geschottert ist und die Grenzformalitäten lange aufhalten. Über diese Straße wird der Export von Kupfer und Silber aus dem Dikulushi-Tagebau bei Kilwa nach Südafrika transportiert. 615 Kilometer sind asphaltiert.
Das übrige Wegenetz ist schlecht ausgebaut, verlangt Allradantrieb und erlaubt nur selten mehr als 20 km/h Geschwindigkeit. Es umfasst 2093 Kilometer. Das wichtigste Transportmittel für Güter und Personen ist das Fahrrad, von dem es 80.000 gibt. Es existieren annähernd regelmäßige Fahrradverbindungen für Fisch, Mais und Personen über Distanzen von bis zu 128 Kilometern am Tag. Der gesamte Kleinhandel bis in die DR Kongo wird auf ihnen abgewickelt.
Ausgesprochen wichtig ist der Transport zu Wasser. Im Gebiet von See und Sümpfen ist das Banana Boot das einzige Transportmittel. Etwa 100 solche unmotorisierten Boote mit drei bis sechzehn Leuten legen täglich in Sampfya an. Auch der Fluss Luapula wird als Wasserweg mit solchen Booten abschnittsweise genutzt.
Die Schulen und Krankenhäuser in der Provinz sind 2006 nicht flächendeckend verteilt und schlecht ausgestattet.